# Перфит-дю-Разес
Перфи́т-дю-Разе́с (фр. Peyrefitte-du-Razès) — коммуна во Франции, находится в регионе Лангедок — Руссильон. Департамент коммуны — Од. Входит в состав кантона Шалабр. Округ коммуны — Лиму.
Код INSEE коммуны — 11282.

## Население
Население коммуны на 2008 год составляло 53 человека.
| 1962 | 1968 | 1975 | 1982 | 1990 | 1999 | 2008 |
| ---- | ---- | ---- | ---- | ---- | ---- | ---- |
| 74   | 77   | 59   | 46   | 44   | 37   | 53   |

## Экономика
В 2007 году среди 27 человек в трудоспособном возрасте (15—64 лет) 13 были экономически активными, 14 — неактивными (показатель активности — 48,1 %, в 1999 году было 47,4 %). Из 13 активных работали 12 человек (7 мужчин и 5 женщин), безработным был 1 мужчина. Среди 14 неактивных 6 человек были учениками или студентами, 3 — пенсионерами, 5 были неактивными по другим причинам.